# Вилла Нани-Мочениго
Вилла Нани-Мочениго (итал. Villa Nani Mocenigo) — памятник истории и архитектуры, расположенный в муниципалитете Канда (Ровиго), область Венето (венецианская Терраферма), впоследствии также названная «Вилла Бертетти» (по фамилии нового владельца). Построена в 1580—1584 годах, вероятно, под руководством архитектора Винченцо Скамоцци, ученика Андреа Палладио (в иной версии Бальдассаре Лонгеной). В XVII веке здание было расширено к югу за счёт строительства нового большого фасада и других пристроек.
Две других виллы с таким же названием имеются в Ориаго и Монселиче.

## История
Территория между реками Адидже и По ранее была подвержена частым наводнениям. Это была пограничная и заброшенная территория, которая сейчас называется «Альто Полезине». Венецианский Сенат решил продать эту территорию с аукциона, чтобы через покупку частными лицами способствовать мелиорации и развитию сельского хозяйства. Богатые венецианские семьи Лоредан, Нани, Миани, Гритти, Приули и Кальбо первыми приобрели обширные участки земли. Новые владельцы построили несколько престижных вилл, ставших символом богатства и знатности.
Семья Нани происходила из старой знати, известной с XIII века. Члены второй ветви этой семьи (Каннареджо, или Зойка) были покупателями поместья Канда и строителями виллы, к названию которой в XIX веке они также добавили фамилию Мочениго.

## Архитектура
Здание состоит из двух корпусов, построенных в разные эпохи. Северный корпус был возведён в 1580—1584 годах в соответствии с проектом, вдохновлённым творчеством Андреа Палладио. Второй корпус, выходящий на юг, был добавлен спустя несколько десятилетий. Прямой выход к водному пути, столь любимый венецианцами, через столетие перестал действовать из-за обмеления рек, поэтому в XVIII веке были сделаны высокие набережные.
Для архитектуры виллы характерны симметрия, лоджия в центре главного фасада, оформленная четырёхколонным портиком корринфского ордера, двумаршевая лестница, ведущая на второй «благородный» этаж (piano nobile). Высокий аттик увенчан декоративными вазонами.

## Парк
Планировка парка в «английском», или «пейзажном», стиле датируется 1775 годом, с многочисленными статуями на мифологические сюжеты работы XVIII века, приписываемыми мастерской Альбанезе из Виченцы и венецианcкому скульптору Альвизе Тальяпьетре.
Парк обнесён каменной оградой. В северо-западном углу парка расположено небольшое восьмиугольное здание. Внутри ранее находится полихромный мраморный алтарь, над которым стоял запрестольный образ Мадонны XVIII века. Вдоль стен к западу расположены служебные постройки, сохранившиеся от первой половины XVI века: конюшни, помещения для слуг.